# Sint-Jacobus de Meerderekerk (Kapellebroek)
De Sint-Jacobus de Meerderekerk (Frans: Église Saint-Jacques-le-Majeur) is de parochiekerk van de gemeente Kapellebroek in het Franse Noorderdepartement.

## Geschiedenis
In 1169 werd een domein geschonken door de Graaf van Vlaanderen Filips van de Elzas aan het kapittel van de Sint-Pieterskerk in Aire-sur-la-Lys. Hier werd ook een kerk gebouwd nadat Filips van Santiago de Compostela was teruggekeerd. In 1173 schonk hij een relikwie van Jacobus de Meerdere aan deze kerk. Het dorp bleef in bezit van dit kapittel tot aan de Franse Revolutie.
Tijdens de Honderdjarige Oorlog werd de kerk versterkt tegen de Engelsen en hun bondgenoten. De kerk werd in de tweede helft van de 16e eeuw vernield door de Geuzen waarna omstreeks 1600 een restauratie volgde. Ook in 1940 werd schade aangericht: de zuidelijke transeptarm werd verwoest. Bij het daarop volgende herstel moest de westgevel vernieuwd worden.

## Gebouw
Het betreft een grotendeels natuurstenen kruiskerk met vieringtoren. De hoofdbeuk en de noordbeuk zijn romaans, de gotische vieringtoren is 17e-eeuws en rust op romaanse overblijfselen. De vierkante vieringtoren heeft een stenen spits.

## Interieur
Het zwartmarmeren doopvont is 16e-eeuws; de preekstoel is van 1702; het Sint-Jacobsaltaar is in barokstijl; er zijn twee 18e-eeuwse altaarstukken, respectievelijk betreffende Sint-Barbara en Sint-Rochus.